# 大野郡 (美濃国)
- 令制国一覧 > 東山道 > 美濃国 > 大野郡
- 日本 > 中部地方 > 岐阜県 > 大野郡

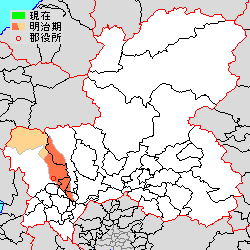
岐阜県大野郡の位置（薄黄：後に他郡に編入された区域）

大野郡（おおのぐん）は岐阜県（美濃国）にあった郡。

## 郡域
1879年（明治12年）に行政区画として発足した当時の郡域は、以下の区域にあたる。
- 瑞穂市の一部（重里、美江寺、十七条、十八条、古橋、横屋、宝江、犀川以西）
- 本巣市の一部（上保・郡府・北野・春近・石原・三橋・仏生寺・政田・浅木・温井・海老・下福島・根尾宇津志・根尾高尾・根尾水鳥・根尾松田・根尾大井・根尾大河原・根尾能郷）
- 揖斐郡揖斐川町の一部（揖斐川以東および下岡島・上岡島）
- 揖斐郡大野町の全域
- 揖斐郡池田町の一部（杉野）
- 安八郡神戸町の一部（西座倉）

西側は揖斐川、東側は根尾西谷川・根尾川・犀川などに挟まれた南北に長い地域に存在した。

## 歴史
- 1701年（元禄14年）以前 - 辻沢村が分割して辻村・沢村となる[1]。

### 近世以降の沿革
- 「旧高旧領取調帳」に記載されている明治初年時点での支配は以下の通り。幕府領は大垣藩預地。●は村内に寺社領が存在。（125村）

| 知行               | 知行                                      | 村数 | 村名 |
| ------------------ | ----------------------------------------- | ---- | --- |
| 藩領               | 尾張藩                                    | 9村  | 西黒野村、辻村、沢村、小衣斐村、下座倉村、東横山村、郡家村、乙原村、上岡島村 |
| 藩領               | 三河大垣新田藩                            | 7村  | 八木村、宝来村、寺内村、大洞村、府内村、木曽屋村、有鳥村 |
| 藩領               | 美濃岩村藩                                | 3村  | 松山村、名礼村、浅木村 |
| 藩領               | 岩村藩 美濃野村藩                         | 1村  | 瀬古村 |
| 藩領               | 美濃大垣藩                                | 34村 | 岐礼村、高科村、宝江村、大月村、呂久村、中宮村、宮田村、福島村（現・本巣市）、森村、相羽村、野村（現・揖斐郡大野町）、六里村、桜大門村、東黒野村、西上秋村、更地村、赤石村、石神村、屋井村、海老村、下方村、国領村、下長瀬村、上長瀬村、東津汲村、樫原村、宇津志村、小津村、本庄村、高尾村、水鳥村、大井村、大河原村、稲畑村 |
| 幕府領             | 大垣藩預地                                | 4村  | 島村、西方村、志名村、古橋村 |
| 幕府領 旗本領      | 大垣藩預地 徳永伊予守                     | 1村  | 一ツ木村 |
| 幕府領 旗本領      | 大垣藩預地 日根野左京                     | 1村  | 大衣斐村 |
| 幕府領 旗本領      | 大垣藩預地 岡田二之助                     | 1村  | 下岡島村 |
| 旗本領             | 岡田二之助                                | 4村  | 北方村、極楽寺村、数屋村、随原村 |
| 旗本領             | 岡田二之助 岡田六次郎                     | 1村  | 長良村 |
| 旗本領             | 岡田二之助 岡田主計                       | 1村  | 伊尾野村 |
| 旗本領             | 岡田主計                                  | 7村  | 南方村（現・揖斐郡揖斐川町）、中津原村、仁坂村、大光寺村、小谷村、志津山村、野村（現・揖斐郡揖斐川町） |
| 旗本領             | 青木九十郎                                | 5村  | 居倉村、温井村、南方村（現・揖斐郡大野町）、東杉原村、鬼姫生村 |
| 旗本領             | 徳山出羽守                                | 4村  | 徳山村、山手村、櫨原村、塚村 |
| 旗本領             | 徳永伊予守                                | 1村  | 唐栗村 |
| 旗本領             | 津田二之助                                | 1村  | 三日市場村 |
| 旗本領             | 加藤平内                                  | 3村  | 公郷村、島部村、杉野村 |
| 旗本領             | 戸田三郎四郎                              | 3村  | 深沢村（、深根村、肥田村、小洞村）、結城村、古川村 |
| 旗本領             | 戸田寛十郎                                | 1村  | 西村 |
| 旗本領             | 西尾錦三郎                                | 8村  | 中之元村、小野村、大野村、北領家村、南領家村、下有里村、田ノ上村、東座倉村 |
| 旗本領             | 西尾錦三郎 徳永伊予守                     | 1村  | 西座倉村 |
| 藩領 幕府領 旗本領 | 大垣藩 大垣藩預地 西尾錦三郎 西尾健次郎   | 1村  | 上磯村 |
| 藩領 旗本領        | 大垣藩 西尾錦三郎                         | 5村  | 堤村、横屋村、北脇村、下磯村、加納村 |
| 藩領 旗本領        | 大垣藩 徳永伊予守                         | 2村  | 福島村（現・揖斐郡揖斐川町）、有里村 |
| 藩領 旗本領        | 大垣藩 野村藩 戸田三郎四郎                | 1村  | 政田村 |
| 藩領 旗本領        | 名古屋藩 岡田二之助                       | 1村  | 下岡島村 |
| 藩領 旗本領        | 野村藩 戸田三郎四郎                       | 1村  | 牛洞村 |
| 藩領 旗本領        | 岩村藩 徳永伊予守                         | 1村  | 麻生村 |
| 藩領 寺社領        | 大垣藩 来振寺                             | 1村  | 木振村 |
| 藩領 寺社領        | 大垣藩 華厳寺                             | 1村  | 谷汲村 |
| 藩領 旗本領 寺社領 | 岩村藩 岡田二之助 横蔵寺                  | 1村  | 神原村 |
| 藩領 旗本領 寺社領 | 大垣藩 岡田二之助 大福寺                  | 1村  | 高屋村 |
| 旗本領 寺社領      | 岡田二之助 松林寺                         | 1村  | 房島村 |
| 旗本領 寺社領      | 岡田二之助 三輪神社 松林寺 伊勢神宮       | 1村  | 三輪村 |
| 旗本領 寺社領      | 徳永伊予守 西尾健次郎 西尾錦三郎 伊勢神宮 | 1村  | 五ノ里村 |
| 旗本領 寺社領      | 岡田六次郎 覚林寺                         | 1村  | 清水村 |
| 旗本領 寺社領      | 徳山出羽守 能郷白山神社                   | 1村  | 能郷村 |

- 慶応4年
  - 4月15日（1868年5月7日） - 幕府領・旗本領が笠松裁判所の管轄となる。
  - 閏4月25日（1868年6月15日） - 笠松裁判所の管轄地域が笠松県の管轄となる。
- 明治2年5月27日（1869年7月6日） - 大垣新田藩が藩庁を移転して野村藩となる。
- 明治初年 - 領地替えにより、旗本領の一部（下岡島村）が大垣藩領、大垣藩領の一部（桜大門村・赤石村・下長瀬村・上長瀬村）が野村藩領、大垣藩領の一部（岐礼村・高科村）・名古屋藩領の大部分（西黒野村を除く）が笠松県の管轄となる。
- 明治4年
  - 7月14日（1871年8月29日） - 廃藩置県により、藩領が大垣県、名古屋県、野村県、岩村県となる。
  - 11月22日（1872年1月2日） - 第1次府県統合により、全域が岐阜県の管轄となる。
- 明治6年 - 福島村（現・本巣市）が改称して下福島村となる。
- 明治7年（1874年）9月[3]（119村）
  - 野村（現・揖斐川町上野）が改称して上野村となる。
  - 西村・中村・深根村・肥田村・小洞村が合併して深坂村となる。
  - 伊尾野村・南方村（現・揖斐郡揖斐川町）が合併して上南方村となる。
  - 木振村・更地村が合併して稲富村となる。
- 明治8年（1875年）
  - 1月 - 以下の各村の統合が行われる[4]。（110村）
    - 長瀬村 ← 上長瀬村、下長瀬村、赤石村、府内村
    - 徳積村 ← 結城村、谷汲村
    - 公郷村 ← 公郷村、宝来村、八木村、島部村
    - 七崎村 ← 一ツ木村、東座倉村
    - 三日市場村が本巣郡十五条村と合併して本巣郡重里村となる。

  - 6月 - 鬼姫生村が東杉原村に、堤村・北脇村が古橋村にそれぞれ合併。（107村）
  - 7月1日 - 北領家村・南領家村が合併して領家村となる。（106村）
  - 11月 - 中津原村・仁坂村が合併して若松村となる。（105村）
  - 12月1日 - 東黒野村・西黒野村が合併して黒野村となる。（104村）
  - 南方村（現・揖斐郡大野町）が改称して下南方村となる。
- 明治12年（1879年）2月18日 - 郡区町村編制法の岐阜県での施行により、行政区画としての大野郡が発足。「大野池田郡役所」が三輪村に設置され、池田郡とともに管轄。
- 明治22年（1889年）7月1日 - 町村制の施行により、揖斐町（現・揖斐郡揖斐川町）、西根尾村（現・本巣市）、横蔵村、北方村、清水村（現・揖斐郡揖斐川町）、豊木村（現・揖斐郡大野町）、長瀬村、岐礼村、高科村、名礼村、深坂村、大洞村、徳積村、上南方村、房島村、若松村、極楽寺村（現・揖斐郡揖斐川町）、松山村、瀬古村、牛洞村、中之元村、稲富村、上秋村、稲畑村、古川村、寺内村、公郷村、領家村、大衣斐村、小衣斐村（現・揖斐郡大野町）、杉野村（現・揖斐郡池田町）、黒野村、相羽村、下方村、六里村、麻生村、加納村、五ノ里村、下南方村、郡家村、上磯村、下磯村、本庄村（現・揖斐郡大野町）、西座倉村（現・安八郡神戸町）、下座倉村（現・揖斐郡大野町）、政田村、海老村、浅木村、温井村、下福島村（現・本巣市）、唐栗村、七崎村、居倉村、森村、田ノ上村、宮田村、大月村、古橋村、横屋村、中宮村、呂久村、宝江村（現・瑞穂市）が発足。それにともない以下の変更が行われる。（1町61村）
  - 揖斐町 ← 三輪村、上岡島村、下岡島村、大光寺村、小谷村、小野村、志津山村、上野村
  - 西根尾村 ← 高尾村、大井村、大河原村、能郷村、水鳥村、宇津志村
  - 横蔵村 ← 木曽屋村、神原村、有鳥村
  - 豊木村 ← 野村、西方村、桜大門村、大野村
  - 西上秋村が改称して上秋村となる[5]。
  - 島村・福島村（現・揖斐郡揖斐川町）・長良村が清水村に、志名村が松山村に、辻村・沢村が瀬古村に、下有里村が下磯村に、国領村が政田村にそれぞれ合併。
  - 東横山村・東杉原村・乙原村・東津汲村・樫原村・小津村の所属郡が池田郡に変更。
  - 徳山村・山手村・櫨原村・塚村が池田郡徳山村の一部となる。
  - 屋井村・石神村・上高屋村・数屋村・有里村・随原村の所属郡が本巣郡に変更。高屋村が即日改称して上高屋村となる。
- 明治30年（1897年）4月1日
  - 郡制の施行のため、池田郡および大野郡の一部の区域をもって揖斐郡が、本巣郡・席田郡および方県郡・大野郡の各一部の区域をもって、改めて本巣郡がそれぞれ発足。同日大野郡廃止。
  - 古橋村・横屋村・中宮村・呂久村・宝江村が合併して本巣郡鷺田村が発足。
  - 唐栗村・七崎村・居倉村・森村・田ノ上村・宮田村・大月村が合併して本巣郡川崎村が発足。
  - 政田村・海老村・浅木村・下福島村・温井村が合併して本巣郡弾正村が発足。
  - 西根尾村の所属郡が本巣郡となる。
  - 上記以外の各村は揖斐郡の所属もしくは同日発足の揖斐郡の各村の一部となる。

## 行政
大野・池田郡長
特記なき場合『揖斐郡志』による。
| 代 | 氏名       | 就任年月日                | 退任年月日                | 備考                       |
| -- | ---------- | ------------------------- | ------------------------- | -------------------------- |
| 1  | 青山直道   | 明治12年（1879年）2月25日 | 明治14年（1881年）1月28日 |                            |
| 2  | 棚橋衡平   | 明治14年（1881年）2月3日  | 明治21年（1888年）5月19日 |                            |
| 3  | 野部義範   | 明治21年（1888年）6月9日  | 明治24年（1891年）7月7日  |                            |
| 4  | 錦見貫一郎 | 明治24年（1891年）7月7日  | 明治26年（1893年）5月12日 |                            |
| 5  | 吉井常也   | 明治26年（1893年）5月12日 | 明治27年（1894年）1月26日 |                            |
| 6  | 伊藤祐之   | 明治27年（1894年）1月26日 | 明治30年（1897年）3月31日 | 分割により美濃国大野郡廃止 |